# Фауленрост
Фауленрост (нем. Faulenrost) — община в Германии, в земле Мекленбург-Передняя Померания.
Входит в состав района Деммин. Подчиняется управлению Мальхин ам Куммеровер Зее.  Население составляет 702 человека (на 31 декабря 2010 года). Занимает площадь 33,75 км².
Коммуна подразделяется на 4 сельских округа.

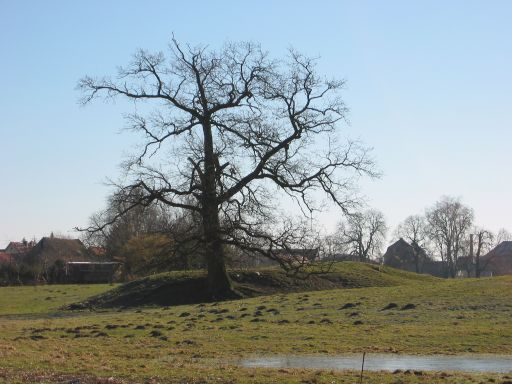
Башня